# Coubertinplatz

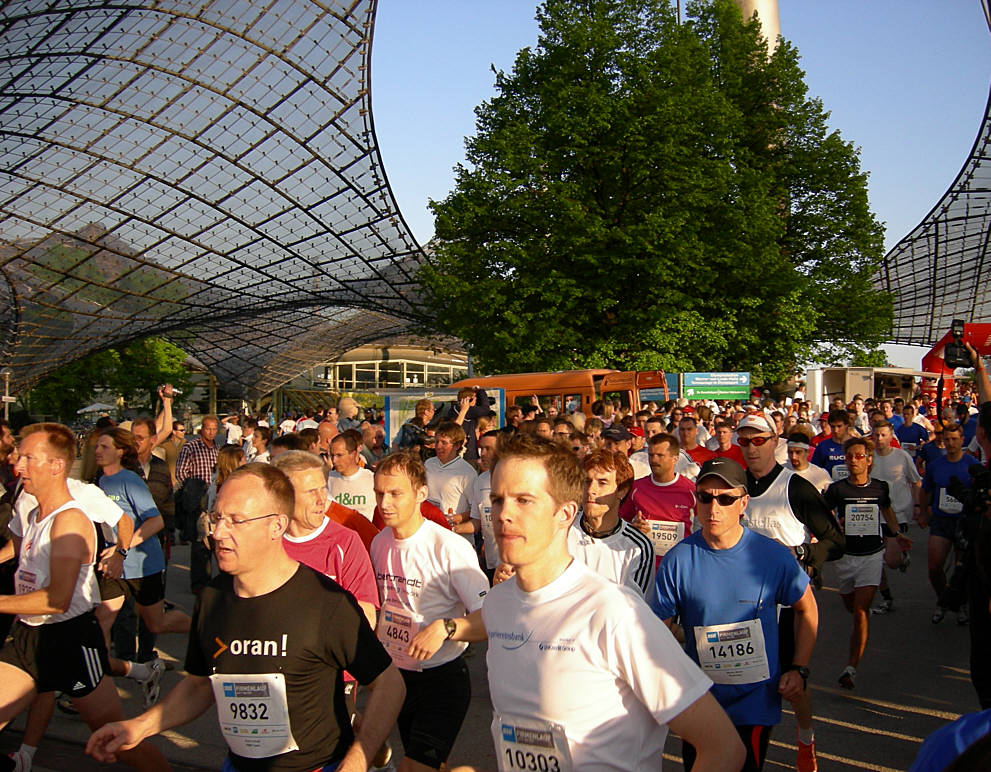
Start des Münchner Firmenlaufs am Coubertinplatz

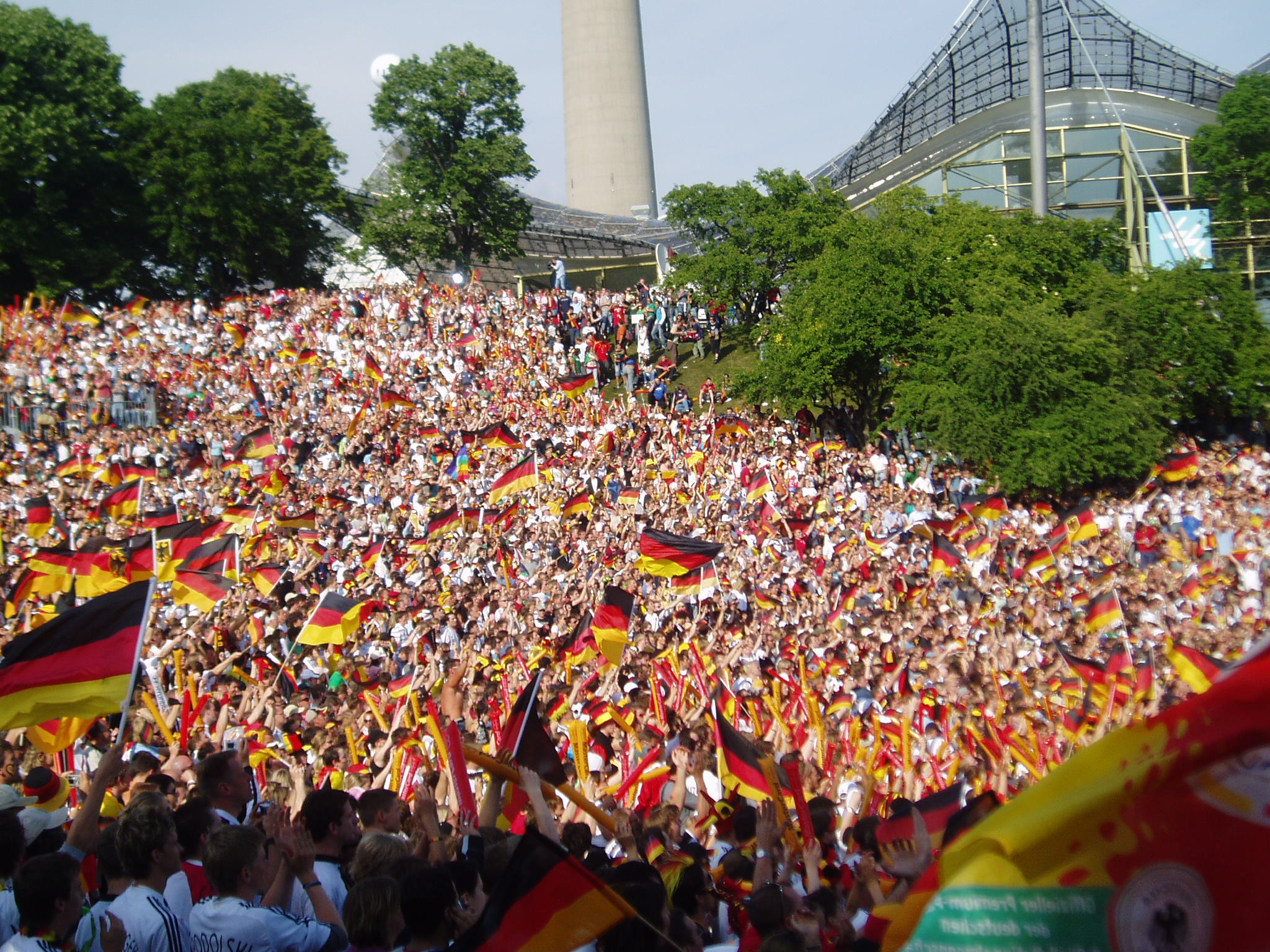
Public Viewing zur WM 2006

Der Coubertinplatz ist der zentrale Platz im Münchner Olympiapark im Stadtteil Am Riesenfeld.

## Beschreibung
Der Platz liegt etwa vier Kilometer nördlich des historischen Stadtkerns von München zwischen der Olympiahalle, dem Olympiastadion der Olympia-Schwimmhalle und dem Olympiasee, westlich des benachbarten Willi-Daume-Platzes. Am Platz gibt es kostenfreies WLAN der Stadtwerke München.

## Geschichte
Im frühen 19. Jahrhundert befand sich auf dem Gelände des heutigen Coubertinplatzes, jedoch auf niedrigerem Geländeniveau auf Höhe des Ufers, die Militär-Schwimmschule am Nymphenburger Kanal. Das Gebiet hieß damals Milbertshofener Feld.
In den frühen 1970er Jahren wurde der Coubertinplatz zum Zentralort des Olympiaparks umgewidmet und 1971 nach Baron Pierre de Coubertin benannt. Heute steht er unter der Aktennummer E-1-62-000-70 denkmalsrechtlich mit unter Ensembleschutz. Bis zu seiner Restrukturierung im November 2007 stand am Coubertinplatz auch das Carillon im Olympiapark München.
Im Juli 2021 wurde ein großer Teil des Platzes nach dem früheren Münchner Oberbürgermeister Hans-Jochen Vogel in Hans-Jochen Vogel-Platz umbenannt. Der östliche Teil bis zur Olympia-Schwimmhalle behielt den bisherigen Namen Coubertinplatz.

## Veranstaltungen
Am Coubertinplatz finden Veranstaltungen mit jährlich bis zu einer Million Besuchern statt. Hierzu zählen das Impark Sommerfest, Munich Mash, das SattelFest, der Münchner Sommernachtstraum und andere Konzerte. Außerdem ist der Coubertinplatz regelmäßig der Startpunkt zahlreicher Lauf- und Sportveranstaltungen wie des München-Marathon, des Wings for Life World Run München, des Spartan Race München, des Nikolauslaufs, der Winterlaufserie München, des Silvesterlaufs, des 24STD.LAUFs, des Münchner Firmenlaufes oder des Münchner Outdoorsportfestivals. Der Platz wird auch beim ISPO Munich Night Run durchlaufen. Am Platz befindet sich auch das Kino am Olympiasee.